# Stazione di Zinasco Nuovo
Stazione di Zinasco Nuovo vasútállomás Olaszországban, Lombardia régióban, Zinasco településen.

## Vasútvonalak
Az állomást az alábbi vasútvonalak érintik:
- Pavia–Alessandria-vasútvonal

## Kapcsolódó állomások
A vasútállomáshoz az alábbi állomások vannak a legközelebb:
- Stazione di Sairano-Zinasco
- Stazione di Pieve Albignola